# Hermaness
Hermaness är en udde och ett naturreservat på ön Unst i Shetlandsöarna i Skottland i Storbritannien.
Udden med sina många skär och raukar och  stora ljunghedar är  häckningsplats för mer än 100 000 fåglar.
Enligt en legend härstammar skären och raukarna runt Hermaness från de stenar jättarna Herman och Saxa kastade på varandra i en strid om en sjöjungfru.

## Naturreservat
Det 965 hektar stora naturreservatet bildades 1995 och omfattar förutom hela Hermaness även öarna Muckle Flugga och Out Stack. Det är privatägt bortsett från skären och raukarna runt Muckle Flugga som ägs av fyrmyndigheterna.
På klipporna häckar stora kolonier av sjöfåglar, bland andra världens tredje största koloni av storlabb, samt stormfågel, havssula, toppskarv, lunnefågel och sillgrissla och på ljunghedarna häckar vadarfåglar såsom pipare, kärrsnäppa och beckasiner.

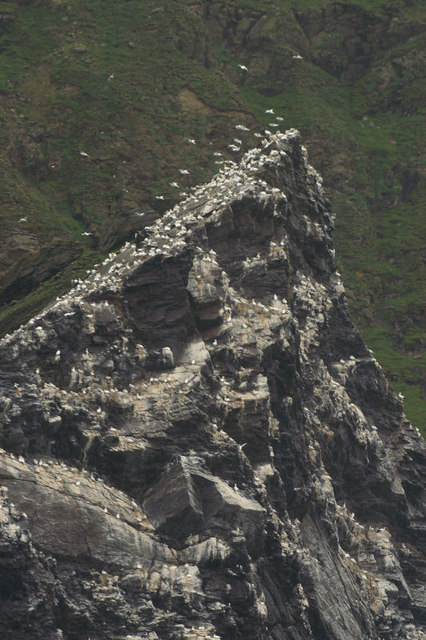
Häckande havssulor.

Femton olika fågelarter häckar på och runt Hermaness. Mer än 25 000 havssulepar har oberserverats häcka på klipporna, liksom alkor och tretåig mås. Längre från kusten häckar omkring 1 000 par storlabb, som har utkonkurerat kustlabben som var vanlig på Hermaness till på 1960-talet. På ljunghedarna häckar vadarfåglar, sånglärkor, vinterhämpling och  grågäss. En svartbrynad albatross har hållit till på Hermaness i mer än trettio år.

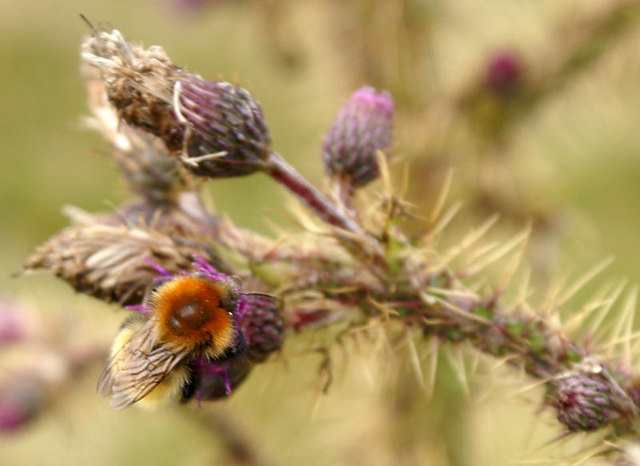
Mosshumla på Shetlandsöarna.

En speciell shetlandsk färgvariant av mosshumla finns också här.
Bortsett från en lokala variant av 
mindre skogsmus och en och annan passerande utter lever de flesta av områdets däggdjur i havet.  Delfiner, valar och tumlare ses ofta. Antalet observerade arter har ökat och   vanlig tumlare, vikval och späckhuggare ses relativt ofta, liksom flera delfinarter.